# محصولات فرهنگی
به هر محصولی که فرآیند تولید فرهنگی باشد، محصولات فرهنگی می‌گویند.

## تعریف
به هر آنچه که از فرآیند ساخت و ساز امور فرهنگی حاصل شود و قابل ارائه باشد، محصول فرهنگی گفته می‌شود.
محصول فرهنگی می‌تواند به صورت نرم افزار و سخت افزار ارائه شود. یک محصول فرهنگی لزوماً قابلیت اقتصادی ندارد اما حصول محصولات فرهنگی لازمه اقتصاد است.

## محصولات
محصولات فرهنگی غالباً فرآیند عمل هنری است. مانند:
- ادبیات
- سینما
- تئاتر
- نقاشی
- موسیقی
- مجسمه سازی
- معماری
- عکاسی
- صنایع دستی

و زیر مجموعه‌های آنها:
- کتاب
- شعر
- داستان
- خوشنویسی
- گرافیک
- فیلم
- فیلمنامه
- سفال
- تندیس